# (4440) Tchantchès
(4440) Tchantchès est un astéroïde de la ceinture principale, de la famille de Hungaria.

## Description
(4440) Tchantchès est un astéroïde de la ceinture principale, de la famille de Hungaria. Il présente une orbite caractérisée par un demi-grand axe de 1,92 UA, une excentricité de 0,08 et une inclinaison de 21,4° par rapport à l'écliptique.
Il fut découvert le 23 décembre 1984 par l'astronome belge François Dossin à l'observatoire de Haute-Provence (Saint-Michel-l'Observatoire). Sa désignation provisoire était 1984 YV.
L'astéroïde a été nommé d'après Tchantchès, parfois écrit Tchantchèt, qui est un personnage issu du folklore liégeois représenté par une marionnette, de caractère obstiné mais au grand cœur.

## Compléments